# Nassarius brychia
Nassarius brychia is een slakkensoort uit de familie van de Nassariidae. De wetenschappelijke naam van de soort is voor het eerst geldig gepubliceerd in 1822 door Watson.